# BYD Flyer
La BYD Flyer, precedentemente nota come Qinchuan Flyer, è un'autovettura prodotta dalla casa automobilistica cinese BYD Auto dal 2001 al 2008.

## Descrizione

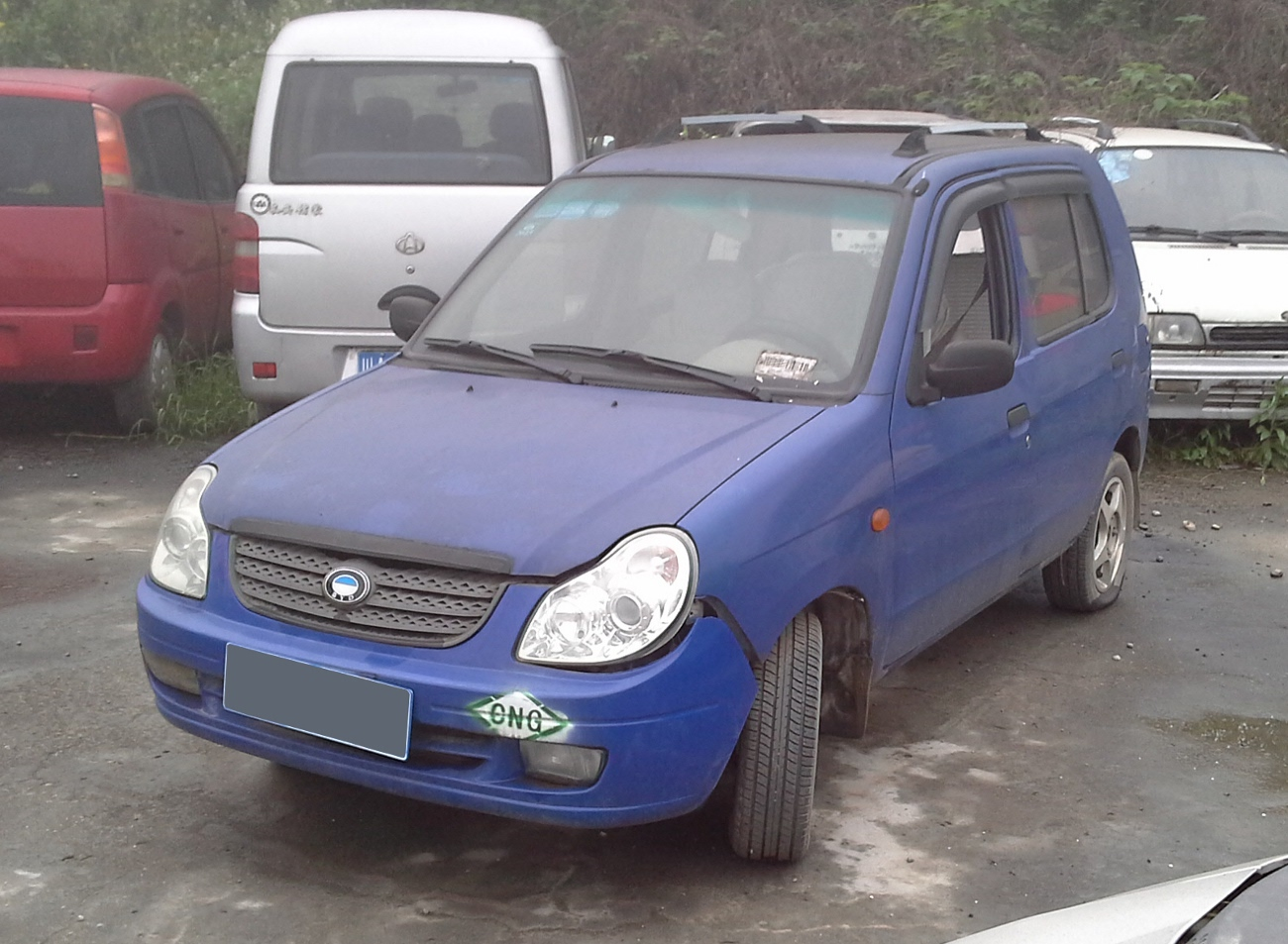
BYD Flyer restyling

La Flyer è stata originariamente costruita dalla Qinchuan Machinery Works (parte della Norinco/Esercito popolare di liberazione) a Xi'an nella provincia di Shaanxi usando la piattaforma della Suzuki Alto e venduta dal 2001.
Dopo che BYD ha acquistato la Qinchuan Auto, l'auto è stata aggiornata nell'ottobre 2003 ed è diventata la prima autovettura prodotta dalla BYD, venendo venduta come Flyer Fuxing. Dopo aver acquisito la piattaforma QCJ7081, sulla quale era basata la vettura, la BYD presentò una serie di prototipi basati sulla Flyer, tra cui un taxi elettrico il Flyer EF3, il Flyer Dragon Car e alcune versioni a passo lungo chiamata Flyer F2 e la Flyer F4 station wagon. Le auto sono state esposte in vari saloni automobilistici cinesi, tra cui il salone di Pechino e Guangzhou, ma nessuna è arrivata alla produzione in serie.
Nel 2005 la vettura venne rimarchiata BYD d venduta come BYD Flyer. Nel marzo 2005 è stata introdotta una versione rinnovata nota come Flyer II ed esportata in Russia e Ucraina. Il modello restyling è caratterizzato da un nuovo design per i fari e la griglia anteriore.
La Flyer è stata sostituita dalla BYD F0 nel 2008.